# Majoros József
Majoros József (Sátoraljaújhely, 1857. augusztus 30. – Békéscsaba, 1918. december 7.) evangélikus főgimnáziumi tanár.

## Élete
Majoros András (részt vett az 1848-49. évi szabadságharcban) és Hanyigovszky Katalin iparos szülők fia. Szülővárosában járta a gimnázium I-VI. osztályát. 1874. szeptember 8-án lépett a piarista rendbe; a próbaévet Vácon töltötte, a VII. osztályt Kecskeméten, a VIII.-at Kolozsvárt végezte. Nyitrán hallgatta a hittudományokat, 1880. szeptember 28-án szentelték fel. 1879-től tanár; tanított Kisszebenben és Podolinban 3-3, Pozsonyszentgyörgyön két évig, Veszprémben (1888-tól) és 1891-ben Selmecbányán. 1892-ben áttért evangélikus vallásra, kilépett a rendből és a békéscsabai Rudolf gimnázium tanára lett, ahol a latin és magyar nyelvet és irodalmat tanította. Felolvasásokat tartott Békéscsabán 1895. március 15-én Jókai ötvenéves írói működésének emlékére, 1896-ban a millennium örömünnepén és 1899-ben Petőfi halálának 50. évfordulóján. Felesége Both Julianna volt, aki 1910. december 31-én hunyt el szívhűdésben. Férje 8 évvel élte túl, 1918. december 7-én reggel 6 órakor hunyt el agyszélhűdésben.

## Írásai
Vezércikkeket írt a Veszprémi Közlönybe és a Selmeczbányai Hiradóba. Programértekezései a kisszebeni kegyesrendi gimnázium Értesítőjében (1881 Plutarch neveléstani elvei), a pozsonyszentgyörgyi gimnázium Értesítőjében (1886. A tárgyas igeragozásról), a veszprémi katolikus főgimnázium Értesítőjében (1890. Az irásjelek használata, ism. Egyet. Philol. Közlöny 1891.)